# Прапор Грозьова
Прапор Грозьова — один з офіційних символів села Грозьово, Старосамбірського району Львівської області.

## Історія
Прапор затвердила позачергова сесія Грозівської сільської ради 3-го (ХХІІІ) скликання рішенням від 13 квітня 1999 року.
Автор — Андрій Гречило.

## Опис
Квадратне полотнище, на зеленому тлі жовта криниця під дашком із хрестом, із нижнього краю йде біла смуга (завширшки в 1/10 сторони прапора).

## Зміст
Прапор побудований на основі символіки герба поселення. Криниця з дашком і хрестом фігурувала на печатках Грозівської громади у ХІХ ст.
Квадратна форма полотнища відповідає усталеним вимогам для муніципальних прапорів (прапорів міст, селищ і сіл).